# Wenceslao Paunero
Wenceslao Paunero (Colonia del Sacramento, Banda Oriental, Virreinato del Río de la Plata, 28 de septiembre de 1805 - Río de Janeiro, 7 de junio de 1871) fue un militar argentino nacido en la Banda Oriental, miembro prominente del Partido Unitario. Fue general comandante del primer cuerpo del ejército argentino en la Guerra del Paraguay, ministro de Guerra y Marina entre febrero y octubre de 1868 y ministro plenipotenciario en el Imperio del Brasil.

## Antes de Caseros
Nació en Colonia del Sacramento, entonces parte del Virreinato del Río de la Plata, el 28 de septiembre de 1805, siendo hijo de Juan Paunero Caballero, quien se asentó allí en las postrimerías del siglo XVIII, y de Manuela Delgado Martínez, ambos españoles.
Durante un corto tiempo concurrió al Real Colegio de San Carlos de la ciudad de Buenos Aires, pero la falta de medios materiales –su familia no tenía fortuna– lo obligó a dedicarse a ganar su sustento, postergando sus estudios.
Se incorporó al Ejército Argentino en 1825, y el gobierno lo puso al mando del contingente aportado por la Provincia de Corrientes para la Guerra del Brasil. Bajo el mando de José María Paz participó en la batalla de Ituzaingó. Al regreso del frente norte, fue asignado a las tropas que asediaban Colonia, que no había sido evacuada aún por los brasileños, y fue tomado prisionero por los sitiados. Enviado a una prisión en Río de Janeiro, fue canjeado por un oficial imperial.
Volvió en enero de 1829 a Buenos Aires, donde el general unitario Juan Lavalle, que acababa de usurpar el gobierno de la provincia tras asesinar al gobernador federal porteño Manuel Dorrego, lo nombró capitán. Se unió a las fuerzas con las que Paz invadió a la provincia de Córdoba, e intervino en las batallas de San Roque, La Tablada y Oncativo, en que fueron derrotados los caudillos federales Juan Bautista Bustos y Juan Facundo Quiroga. Entre estas dos últimas batallas, fue ascendido al grado de mayor y enviado por Paz a iniciar conversaciones con Quiroga. Luchó contra los federales de Santiago del Estero bajo el mando de Román Deheza y pasó a la frontera con los indios. Tomado Paz prisionero y derrotado su ejército en la batalla de La Ciudadela a órdenes del general Lamadrid, debió huir a Bolivia.
Allí contrajo matrimonio en 1843 con Petrona Manuela de Arrea y Segurola, hija del segundo matrimonio de Isidora de Segurola y Rojas, y nieta del brigadier general Sebastián de Segurola; media hermana por lo tanto del presidente José Ballivián y representó diplomáticamente en Bolivia al Estado Oriental del Uruguay su terruño natal. Fundó en La Paz el diario «La Época» y lo dirigió hasta su mudanza a Chile. Durante su exilio conoció al unitario porteño Bartolomé Mitre, también exiliado, con quien trabó una estrecha amistad. Cuando Ballivián fue depuesto se trasladó a Perú y luego a Chile, donde tomó contacto con Domingo Faustino Sarmiento y con Juan Bautista Alberdi, entre otros. Producido el pronunciamiento de Urquiza, se embarcó hacia Buenos Aires, con Sarmiento y Mitre.
A fines de 1851 se enroló como coronel en las tropas coloradas uruguayas que hacían la campaña contra el gobernador federal Juan Manuel de Rosas y peleó en la batalla de Caseros. Más tarde fue nombrado comandante general de Armas y jefe del Estado Mayor del Ejército del Estado de Buenos Aires. Prestó servicios en la frontera contra los indios e hizo una expedición fracasada a Salinas Grandes (al sur de Buenos Aires); fue también comandante en San Nicolás de los Arroyos.

## Después de Pavón

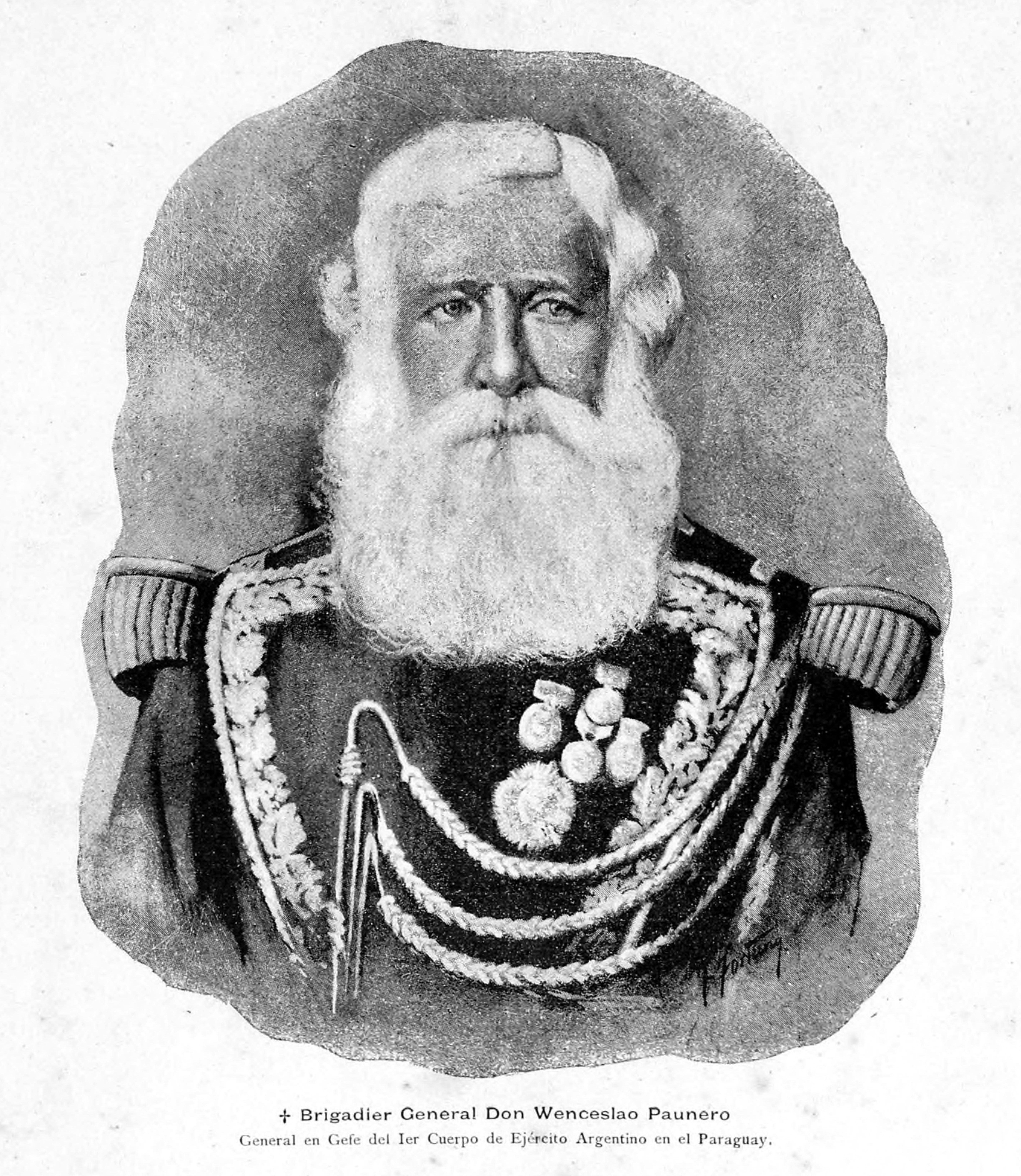
Retrato del General Wenceslao Paunero (1805-1871) publicado en la revista Álbum de la Guerra del Paraguay.

Luchó en Cepeda y fue incorporado al ejército de la Confederación. Urquiza lo nombró interventor junto con Juan Saá en la provincia de San Juan, pero tuvo serias desavenencias con Saá, quien —considerando que defendía al gobierno revolucionario— lo envió de regreso a Buenos Aires. Poco después, Saá invadió San Juan, y su sangrienta victoria provocó nuevamente la guerra. Al frente de la infantería, tuvo un desempeño notable en el enfrentamiento de Pavón,  en 1861, razón por la cual el general Bartolomé Mitre lo ascendió a coronel mayor, que equivalía a general de una estrella, en el mismo campo de batalla.
Fue enviado hacia Córdoba al frente de una expedición que debía asegurar el cambio de los gobiernos federales de todas las provincias. Tras unas semanas de anarquía en esa provincia, Paunero entró en ella y nombró gobernador a Marcos Paz. Este renunció en enero y Paunero ocupó el cargo de gobernador provisional. Ordenó celebrar elecciones en las que, a pesar de sus pretensiones de ser electo gobernador titular, fue elegido Justiniano Posse.
Asumió el cargo de inspector y comandante general de armas en 1863 y pronto marchó a sojuzgar el alzamiento del Chacho Peñaloza.
Desde Córdoba mandó una división al mando de Sarmiento, que cambió los gobiernos de San Luis y Mendoza y se hizo elegir gobernador de San Juan. En estas acciones contra las poblaciones del interior tuvo como uno de sus principales lugartenientes al sanguinario —también colorado oriental— Ambrosio Sandes. Tras una campaña de varios meses contra el caudillo Ángel Vicente Peñaloza «el Chacho», firmó un tratado de paz, con perdón y amnistía a los derrotados. Pero la paz ofrecida no fue respetada y Peñaloza volvió a alzarse en armas. El Chacho llegó a ocupar Córdoba, pero Paunero lo derrotó en la batalla de Las Playas, en las afueras de la ciudad. Unos meses más tarde, el coronel Pablo Irrazábal lo asesinó, cuando Peñaloza ya se había rendido y estaba desarmado.
Permaneció algunos años más en Córdoba, durante los cuales participó activamente en sucesivos conflictos políticos y gestionó la instalación o refuerzo de fortines en las fronteras que para entonces había con los indígenas (por ejemplo el fuerte y luego ciudad de Morteros en 1862).

## Guerra del Paraguay y últimas guerras civiles

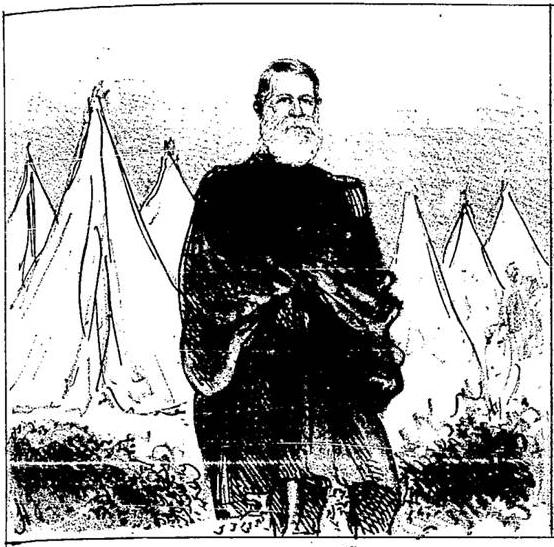
General Paunero.

En 1865 se incorporó al ejército que participó en la Guerra del Paraguay. Su primera acción fue atacar a los paraguayos en Corrientes, ciudad que habían ocupado: logró ocupar la ciudad, pero tuvo que evacuarla ante la enorme superioridad numérica del enemigo. Por esa acción fue condecorado por el gobierno nacional.

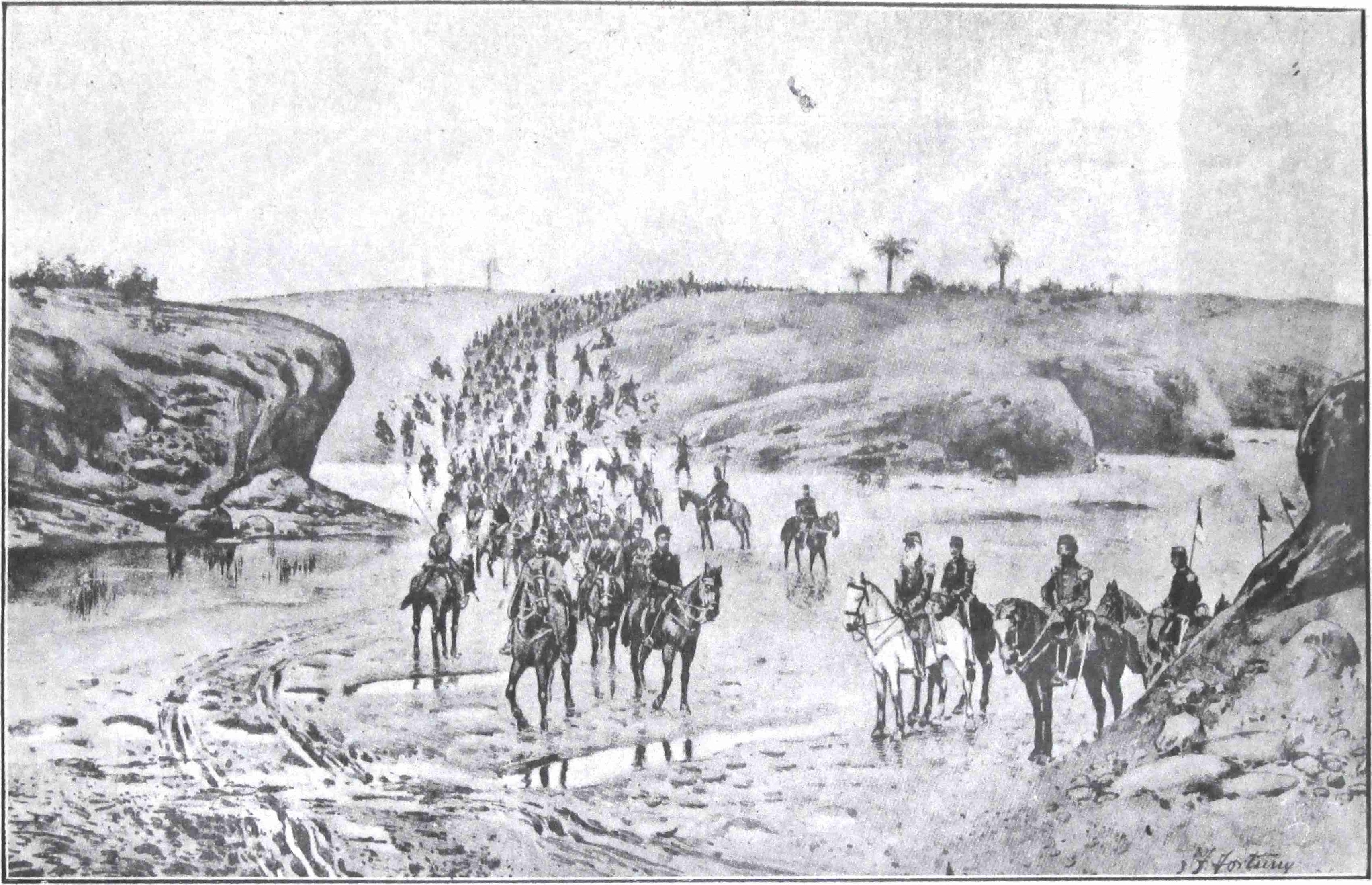
Pasaje del Ayuí por el Paso de la Patria, provincia de Corrientes, del primer cuerpo argentino. El 13 de agosto de 1865 el ejército atravesó el profundo zanjón o arroyo seco, el cual era sumamente pintoresco, por sus elevadas y caprichosas barrancas. — El general Paunero y el coronel Chenaut presencian el desfile, acompañados de algunos oficiales y del Doctor José M. Guastavino, Auditor de guerra.

Fue nombrado comandante del primer cuerpo de ejército en operaciones en el Paraguay, con 5.000 hombres. El primer cuerpo con la primera división bajo el mando el coronel Ignacio Rivas, la segunda división del coronel José Miguel Arredondo, la tercera división del coronel Matías Rivero y la cuarta división del coronel Antonio Susini. El segundo cuerpo de ejército queda bajo el mando del general Emilio Mitre. El comando del ejército argentino es puesto en la mano del presidente argentino, brigadier general Bartolomé Mitre.
Trasladó a sus tropas hacia el sudeste de la provincia, en una marcha heroica, y bajo el mando de Venancio Flores peleó en la batalla de Yatay y participó en el sitio de Uruguayana. En el frente paraguayo luchó en Paso de Patria, Estero Bellaco, Tuyutí, Yataytí Corá y Curuzú.
El 22 de septiembre de 1866 condujo el primer cuerpo al asalto a Curupaytí sufriendo una devastadora derrota con cuatro mil bajas, incluyendo 14 jefes de las divisiones y regimientos.
En noviembre regresó como general en jefe del Ejército del Interior para reprimir el alzamiento de la Revolución de los Colorados en las provincias de Cuyo. Venció a los revolucionarios en San Ignacio (a orilla del río Quinto) con la vanguardia al mando del coronel Arredondo.
En 1867 fue enviado nuevamente a la guerra contra las montoneras federales, pero la rapidez de movimientos del general Juan Saá lo obligó a retirarse. El jefe de su vanguardia, José Miguel Arredondo, atacó y venció a Saá en la batalla de San Ignacio, terminando así la guerra civil en el Cuyo.
En julio de 1867 fue ascendido a brigadier general equivaliendo en esa época en Argentina al rango de general de dos estrellas siendo eso el máximo grado posible.
Tras el fallecimiento del coronel Julián Martínez, ministro de Guerra interino en reemplazo del general Juan Andrés Gelly y Obes, asumió como ministro interino en febrero de 1868.
En las postrimerías del gobierno de Mitre fue designado Ministro de Guerra y Marina, y con motivo de las elecciones presidenciales de 1868 fue candidato a vicepresidente en la fórmula oficialista que encabezaba Rufino de Elizalde. Fueron derrotados por Sarmiento, que lo designó - entre otras razones de Estado para aliviar su penosa situación económica - Ministro Plenipotenciario ante el Imperio del Brasil, en cuya capital, Río de Janeiro, murió el 7 de junio de 1871. Tenía 65 años. Durante su función como ministro plenipotenciario, fue asistido por Leandro N. Alem, quien se desempeñó, un tiempo breve, como secretario de la legación argentina. Años después escribiría una breve biografía de Paunero, a quien ya había conocido durante la Guerra del Paraguay.
Sus restos viajaron a bordo del transporte Villarino. Le rindieron los honores de ministro con disparos de cañón y formación militar. Fue enterrado inicialmente en el cementerio de San Juan Bautista, siendo sus restos llevados a Buenos Aires en 1891 y descansan en el cementerio de la Recoleta.